# Párizs 12. kerülete
Párizs 12. kerülete (XIe arrondissement) Franciaország fővárosának 20 kerületének egyike. A beszélt francia nyelven ezt douzième-nek (tizenkettedik-nek ) nevezik. A kerület a Szajna jobb partján fekszik.

## Közlekedés

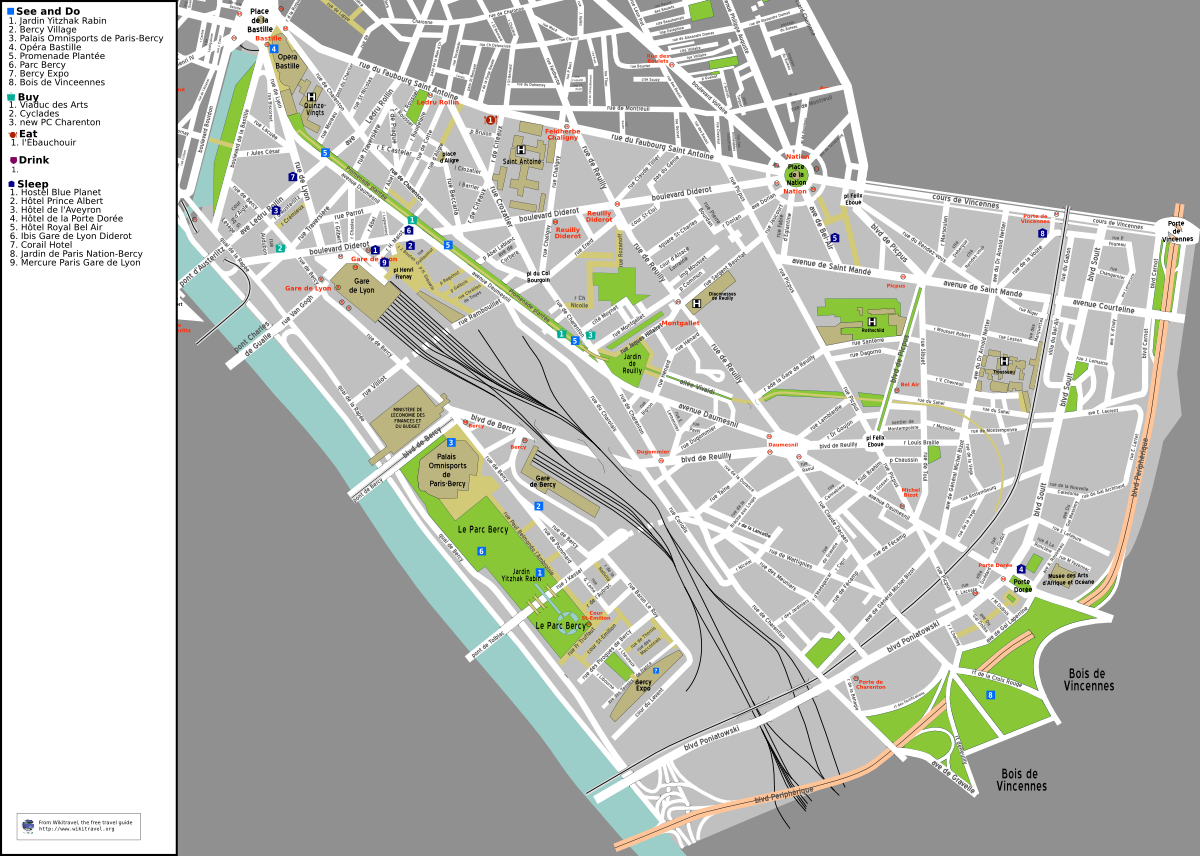
A 12. kerület metró- és RER vonalai

## Népesség
| Lakosok száma | 144 595 | 142 661 | 140 296 | 139 665 | 139 297 | 140 311 | 140 954 | 139 788 |
|               | 2009    | 2016    | 2017    | 2018    | 2019    | 2020    | 2021    | 2022    |